# آندری بوکین
آندری بوکین (روسی: Андрей Анатольевич Букин؛ زادهٔ ۱۰ ژوئن ۱۹۵۷) اسکیت‌باز نمایشی، و رقصنده روی یخ اهل شوروی بود.